# Malaz: El Libro de los Caídos
Malaz: El Libro de los Caídos (nombre original en inglés Malazan Book of the Fallen) es una serie de fantasía épica escrita por el autor canadiense Steven Erikson y publicada en diez volúmenes, el primero de ellos Los jardines de la Luna, publicado en 1999. La serie se dio por finalizada con la publicación de El Dios Tullido en febrero de 2011. La serie de Erikson se distingue por su complejidad y su extensión además de por presentar las vicisitudes a las que se enfrentan un amplísimo elenco de personajes a lo largo de miles de años mientras que el argumento detalla una enrevesada serie de acontecimientos en el mundo fantástico donde se encuentra el Imperio de Malaz.
Steven Erikson e Ian Cameron Esslemont crearon conjuntamente el mundo de Malaz a principios de los 80 como trasfondo para su campaña de juego de rol GURPS. Esslemont comenzó a publicar su propia serie de cinco novelas ambientada en este mundo en 2005, la primera de ellas La noche de los cuchillos (Night of Knives).  Aunque los libros de Esslemont se publican bajo un título de serie diferente, Malaz: El Imperio (Novels of the Malazan Empire), Esslemont y Erikson colaboraron en el desarrollo del argumento durante todo el proyecto y los quince libros que lo componen son canónicos por igual y parte de la serie ya sean obra de Erikson o de Esslemont.

## Serie de Malaz: El Libro de los Caídos
Nombres de la edición en español de los libros 1 al 7 a cargo de La Factoría de Ideas en primer lugar si existe versión publicada en español. Nombre de la edición en español del libro 8 a cargo de Ediciones B. Datos y fechas se refieren a la edición original en inglés.
| #  | Título                                                | Páginas | Palabras | Fecha de publicación    |
| -- | ----------------------------------------------------- | ------- | -------- | ----------------------- |
| 1  | Los jardines de la Luna (Gardens of the Moon)         | 768     | 203896   | 1 de abril de 1999      |
| 2  | Las puertas de la Casa de la Muerte (Deadhouse Gates) | 943     | 266260   | 1 de septiembre de 2000 |
| 3  | Memorias del hielo (Memories of Ice)                  | 1187    | 345755   | 6 de diciembre de 2001  |
| 4  | La Casa de Cadenas (House of Chains)                  | 1021    | 307427   | 2 de diciembre de 2002  |
| 5  | Mareas de medianoche (Midnight Tides)                 | 940     | 272724   | 1 de marzo de 2004      |
| 6  | Los cazahuesos (The Bonehunters)                      | 1232    | 362804   | 1 de marzo de 2006      |
| 7  | La Tempestad del Segador (Reaper's Gale)              | 1280    | 386342   | 7 de mayo de 2007       |
| 8  | Doblan por los Mastines (Toll the Hounds)             | 1296    | 391897   | 30 de junio de 2008     |
| 9  | Polvos de sueño (Dust of Dreams)                      | 1280    | 379326   | 18 de agosto de 2009    |
| 10 | El Dios Tullido (The Crippled God)                    | 1200    | 383595   | 15 de febrero de 2011   |

### Novelas cortas en la serie
1. Blood Follows (2002)
2. The Healthy Dead (2004)
3. Thee Lees of Laughter's End (2007)
4. Crack'd Pot Trail (2009)
5. The Wurms of Blearmouth (2012)
6. Fiends of Nightmaria (2016)

### Malaz: El Imperio (por Ian Cameron Esslemont)
1. La noche de los cuchillos (Night of Knives, 2004)
2. El retorno de la Guardia Carmesí (Return of the Crimson Guard) (2008)
3. Empuñapiedras (Stonewielder) (2010)
4. Orbe, cetro, trono (Orb, Sceptre, Throne) (enero de 2012)
5. Blood and Bone (noviembre de 2012)
6. Assail (agosto de 2014)

### The Kharkanas trilogy
1. Forge of Darkness (2012, escrita por Steven Erikson)
2. Fall of Light (2016, escrita por Steven Erikson)
3. Walk in Shadow (sin fecha prevista, por Steven Erikson)

### Path to Ascendancy
1. Dancer's Lament (2016, escrita por Esslemont)
2. Deadhouse Landing
3. Kellanved's Reach

### The Toblakai Trilogy
- El Dios Inclemente', trata sobre un personaje heroico introducido en la saga principal, Karsa Orlong.

### En español
Timunmas fue la primera editorial interesada y en 2004 lanzó la saga bajo el título Libro de las Gestas de Malaz con el primer libro dividido en dos partes, El último puente y Los jardines de la luna pero decidió abandonar por el escaso volumen de ventas. Años después La Factoría de Ideas se hizo con los derechos y recomenzó la publicación a finales de 2009 con una edición totalmente diferente. Esta etapa terminó a finales de 2015 con el cierre de la editorial tras haber editado siete de los diez libros de la saga principal y cuatro de los seis de la saga de Esslemont. En septiembre de 2016 la editorial Ediciones B anunció que se hacía con los derechos de la serie y que empezaría a publicarla en 2017 mediante su sello Nova de ciencia ficción y fantasía tras lo editado por La Factoría de Ideas, siguiendo a la vez con la reedición del primer libro y con la publicación del octavo, Toll the Hounds.

## Autoría

### Concepción
Steven Erikson e Ian Cameron Esslemont crearon originalmente el mundo de Malaz como trasfondo para partidas de juegos de rol mediante el uso de una versión modificada de Advanced Dungeons & Dragons. En 1986, cuando Erikson y Esslemont ya habían adoptado el sistema GURPS, el mundo se había vuelto mucho más grande y complejo, acercándose a sus características actuales. Fue entonces cuando se desarrolló un guion para película titulado  Gardens of the Moon. Una vez que no tuvieron éxito en suscitar el interés suficiente ambos escritores acordaron que cada uno escribiría una serie ambientada en su mundo compartido. Erikson convirtió Gardens of the Moon en una novela entre 1991 y 1992 pero no logró publicarla hasta 1999 y mientras tanto se dedicó a escribir diversas novelas de no ficción. Cuando logró vender Gardens of the Moon aceptó un contrato para escribir nueve volúmenes dentro de una serie. Dicho contrato con Bantam UK tenía un valor de 675000 libras, lo que lo convertía en "una de las mayores cantidades jamás pagadas por una serie de fantasía".
La primera historia publicada de Esslemont, la novela corta La noche de los cuchillos, se publicó como edición limitada por PS Publishing en 2004 y como edición en tapa dura de tirada para venta general por Bantam UK en 2007. Su segunda novela, El retorno de la Guardia Carmesí, se publicó en 2008, con una edición limitada de PS Publishing previa a la edición a gran escala de Bantam UK. La tercera novela, Empuñapiedras, se lanzó al mercado el 11 de diciembre de 2010 en el Reino Unido por Bantam y el 11 de mayo de 2011 en Estados Unidos por TOR. Aunque poco después de la publicación del último libro Erikson comentó su intención de escribir una enciclopedia sobre la serie, en una entrevista años después afirmó que en su lugar él y Esslemont estaban en negociaciones con una compañía para convertir el trasfondo malazano en un juego de rol d20.
Tras terminar las dos series principales Erikson y Esslemont continuaron con otros proyectos ambientados en el universo malazano. Mientras escribía los últimos libros de Malaz: El Libro de los Caídos, Erikson decidió que su siguiente proyecto, The Kharkanas Trilogy, aparecería en forma de trilogía tradicional y comentó que "si la serie de Malaz enfatizaba una crítica posmoderna al subgénero de la fantasía épica, rindiendo un sutil homenaje a la vez, The Karkhanas Trilogy subsume los aspectos críticos y en su lugar se centra en el homenaje".
Las dos primeras novelas de la trilogía, Forge of Darkness y Fall of Light, fueron publicadas en 2012 y 2016, mientras que el nombre de la tercera será Walk in Shadow. Mientras tanto, la primera novela de la nueva trilogía de Esslemont, Path to Ascendancy, titulada Dancer's Lament, apareció en abril de 2016.

### Influencias
En un ensayo de The Cambridge Companion to Fantasy Literature, editada por Edward James y Farah Mendlesohn, Erikson lanzó un aviso sobre "el estado de los estudios de lo fantástico en relación con la fantasía épica", centrándose particularmente en las líneas con las que James comenzaba el Capítulo 5 del volumen. Erikson usa unas cuantas de las líneas de ese capítulo como epígrafe de un ensayo cuasiautobiográfico en The New York review of Science Fiction. Las frases de James eran:

J. R. R. Tolkien dijo que la frase 'En un agujero en el suelo vivía un hobbit' le vino a la mente sin darse cuenta mientras corregía exámenes; la escribió en una página en blanco en un libro de respuestas. De esa corta frase, se podría afirmar, emergió buena parte del género fantástico moderno. El Señor de los Anillos de Tolkien (1954-55) (en adelante LOTR) se cierne sobre toda la fantasía escrita en inglés (y en muchas otras lenguas) desde su publicación; la mayoría de los escritores de fantasía posteriores tratan de imitarlo o buscan desesperadamente huir de su influencia."

Erikson escribió "Pero la fantasía épica ha seguido avanzando, algo que los críticos no han sabido ver." Continúa,

Se puede extraer un ejemplo de esto de mis propios comienzos como escritor de fantasía, una situación que sospecho fue habitual entre mis colegas. En mi juventud evité a Tolkien por completo y encontré mi inspiración en el género mediante Howard, Burroughs y Leiber. E igual que muchos de mis compañeros escritores de fantasía épica mi primera experiencia de los tropos de la fantasía épica de Tolkien no llegaron de los libros sino de las partidas de juegos de rol de Dungeons & Dragons ... Según avanzaba mi propia experiencia de juego no tardé mucho en abandonar dichos tropos ... En consecuencia mis influencias en términos de ficción son posteriores a Tolkien y vinieron de respuestas conscientes a Tolkien (la serie de las Crónicas de Thomas Covenant de Donaldson) y respuestas inconscientes a Tolkien (las series de La Compañía Negra y Dread Empire de Cook)

Erikson concluye "Así que, Profesor James, cuando dice que 'desde [Tolkien y El Señor de lo Anillos]... la mayoría de los escritores de fantasía posteriores tratan de imitarlo o buscan desesperadamente huir de su influencia', lo siento. Está usted completamente equivocado".

## Argumento
La serie no está contada de manera lineal. En vez de eso varias líneas argumentales progresan simultáneamente, mientras las diferentes novelas individuales se mueven atrás y adelante entre ellas. Según progresa la serie las conexiones entre las diversas tramas se van volviendo cada vez más fácilmente identificables. Durante una firma de libros en noviembre de 2005 Steven Erikson confirmó que la saga de Malaz se compone de tres arcos argumentales mayores que comparó con los vértices de un triángulo.
La primera línea argumental tiene lugar en el continente de Genabackis, donde los ejércitos del Imperio de Malaz se enfrentan a las ciudades estado nativas por el dominio del continente. Una unidad militar de élite malazana, los Abrasapuentes, es el centro de esta trama pero según avanza la historia sus antiguos enemigos, los Tiste Andii liderados por Anomander Rake y los mercenarios comandados por el caudillo Caladan Brood, adquieren cada vez más importancia. La novela Los jardines de la Luna muestra el intento de los malazanos para asegurar el control de la ciudad de Darujhistan. Memorias del hielo, la tercera novela de la serie, continúa los hilos argumentales no resueltos en Los jardines de la Luna al describir como los ejércitos malazanos ahora fuera de la ley se unen a sus antiguos enemigos para enfrentarse a un nuevo enemigo mutuo conocido como el Dominio Painita. Toll the Hounds, la octava novela, revisita Genabackis algunos años después ante la aparición de nuevas amenazas para Darujhistan y los Tiste Andii que ahora controlan la ciudad de Coral Negro.
La segunda línea argumental tiene lugar en el subcontinente de Siete Ciudades y describe un gran levantamiento de la población nativa contra el dominio malazano. Esta rebelión recibe el nombre de 'el Torbellino'. La segunda novela publicada de la saga, Las puertas de la Casa de la Muerte, muestra el estallido de la rebelión y se centra en la incansable persecución por parte de los rebeldes del principal ejército malazano mientras este escolta a unos 40 000 refugiados durante más de 2400 km a través del continente. La historia de la persecución y el hecho en sí mismo reciben el nombre de "Cadena de Perros". La cuarta novela, La Casa de Cadenas, continúa esta trama con la aparición de refuerzos malazanos recién llegados (el 14.º Ejército) que llevan la guerra hasta los rebeldes. Los logros del 14.º los hace merecedores de su apodo, los "cazahuesos".
La tercera línea argumental se presentó en Mareas de medianoche, el quinto libro de la serie. La novela da a conocer un continente desconocido con anterioridad donde dos naciones, las tribus unidas de los Tiste Edur y el Imperio de Lether, se ven involucradas en enfrentamientos cada vez más intensos que culminan en guerra abierta. La novela tiene lugar al mismo tiempo que libros anteriores de la serie y los acontecimientos descritos son de hecho recuerdos relatados por un personaje del cuarto libro a uno de sus camaradas aunque la narración de la novela en sí es la tradicional forma en tercera persona.
En el sexto libro, Los Cazahuesos, se combinan las tres tramas, con el rehabilitado ejército malazano de Genabackis que llega a Siete Ciudades para ayudar a la derrota final de la rebelión. Al mismo tiempo flotas del recientemente proclamado Imperio Letheri se dedican a peinar el globo en busca de campeones adecuados para enfrentarse a su emperador inmortal en combate y en el proceso se ganan la enemistad de elementos del Imperio Malazano. La séptima novela, La Tempestad del Segador muestra al 14.º Ejército malazano a su llegada a Lether para llevar el combate a la tierra natal de los Letheri. La novena novela, Dust of Dreams, recupera el argumento en el continente de Lether y trata de las actividades del 14.º Ejército tras su exitosa liberación del pueblo Letheri y la revelación de que la especie K'Chain Che'Malle ha regresado y se dedica a perseguir objetivos desconocidos en el este.
Las novelas de Ian Cameron Esslemont se clasifican bajo el subtítulo de Malaz: El Imperio, no como parte del mismo Malaz: Libro de los Caídos, y tratan principalmente del Imperio de Malaz, su política interna y de personajes que solo jugaron un papel menor en las novelas de Erikson. Su primera novela, La noche de los cuchillos, detalla los hechos ocurridos en Ciudad Malaz la noche que el Emperador Kellanved fue asesinado. La segunda, El retorno de la Guardia Carmesí, investiga las disputas en el Imperio de Malaz provocadas por las devastadoras pérdidas en las campañas de Genabackis, Korelri y Siete Ciudades tras los sucesos de Los Cazahuesos. La tercera novela, Empuñapiedras, explora hechos en el continente Korelri por primera vez en la serie y se centra en el a menudo mencionado pero pocas veces visto personaje de Melena Gris. La cuarta novela, Orbe, cetro, trono, vuelve a Genabackis una vez más tras la estela de Toll the Hounds de Erikson, y presenta a varios personajes muy conocidos de las novelas de Erikson. Posteriores comentarios de Esslemont y Erikson han insinuado que la quinta novela visitará el continente de Jacuruku y la sexta, ambientada en Assail, servirá como capítulo final y conclusión para la serie entera.

## Razas de Malaz: El Libro de los Caídos
Existen numerosas razas inteligentes humanas, humanoides y no humanas en el mundo de Malaz, divididas según su procedencia de cada una de las cinco razas originales de los Forkrul Assail, Jaghut, K'Chain Che'Malle, Vagisos e Imass además de las razas Tiste invasoras: los Tiste Andii, Tiste Edur y Tiste Liosan. También existen razas de demonios inteligentes.

## Magia
La magia en la serie de Malaz se desencadena al acceder al poder de las Sendas o de las Fortalezas desde el interior del cuerpo del mago. Algunos efectos comunes a la mayoría de las sendas incluye el encantamiento de objetos (investidura), deflagraciones a gran escala y viajes a través de las sendas que cruzan grandes distancias en un corto periodo de tiempo. Solo una minoría de entre los humanos puede acceder a las sendas, habitualmente escogiendo y practicando solo una mientras que los magos supremos pueden acceder a dos o tres. Existen dos notables excepciones a esto: el mago supremo Ben el rápido que puede acceder en cualquier momento a siete a la vez de un repertorio de doce (gracias a la muerte y posterior unión con las almas de otros once hechiceros) y Beak, que puede acceder a todas las sendas (aunque parece tener alguna clase de tara mental). Algunas razas antiguas tienen acceso a sendas raciales que parecen ser notablemente más poderosas y que no pueden ser bloqueadas por el mineral atenuador de la magia, la Otaralita.
Además existe una forma de magia más tosca pero en ocasiones más potente que puede ser dominada al capturar espíritus naturales de la tierra, elementos, personas o animales. Una versión de este tipo se hace evidente cuando se requiere o se canaliza el poder de un Ascendiente o un Dios, aunque la mayoría de las veces también se relaciona con la senda con la que esté asociado ese ser.

## Cartas y barajas
Las cartas pertenecen a la Baraja de los Dragones mientras que las losas, más antiguas, forman parte de las Losas de la Fortaleza. Son similares en tanto que ambas se usan para obtener información sobre el presente y el porvenir. Se usan por separado en dos continentes diferentes y el conocimiento sobre ellas no es compartido excepto por algunos individuos como Botella, un mago de cuadro del 14º Ejército de Tavore. Las Casas (Baraja de los Dragones) y las Fortalezas (Losas de la Fortaleza) están habitualmente relacionadas con las Sendas (Baraja) y las Fortalezas (Losas). Según evoluciona la magia las cartas y las losas pasan a estar activas o inactivas. No es habitual que las dos se solapen pero en casos excepcionales cuando reinos más primitivos pasan a estar activos sí llegan a hacerlo (la Fortaleza de la Bestias, mencionada en Memorias del hielo y Mareas de Medianoche).  

### Baraja de los Dragones
La Baraja de los Dragones recuerda a una baraja de tarot pues se compone de cartas que se usan para adivinar el futuro. La diferencia es que una auténtica baraja de dragones se ajusta por sí misma a las circunstancias cambiantes del panteón. Los dibujos en las cartas reflejan a los dioses/ascendientes cuya representación era el objetivo de su creación y si una entidad asciende o muere la baraja cambia para reflejarlo. No todas las cartas están activas en todos los continentes: se menciona que Obelisco, por ejemplo, se encuentra inactivo hasta bien avanzada Las puertas de la Casa de la Muerte.

### Losas de la Fortaleza
Parecida a una versión primitiva de la Baraja de los Dragones, las losas de las fortalezas se usan para adivinación. Su uso está restringido al continente de Lether, donde la influencia de la senda Jaghut detuvo la evolución de la magia en un estado más primitivo. Las Losas de la Fortaleza se lanzan en vez de ser leídas o interpretadas.

## Recepción
El primer libro de la serie, Los jardines de la luna, estuvo entre los nominados del año 2000 al Premio Mundial de Fantasía, mientras que la publicación en línea SF Site incluyó el segundo, Las puertas de la Casa de la Muerte, entre su listado de diez mejores libros de fantasía del año 2000.
El crítico de SF Site, Dominic Cilli, escribió "Malaz: El Libro de los Caídos de Steven Erikson ha conseguido por sí solo elevar el nivel de la literatura fantástica", a la vez que alaba la ambición y el talante de Erikson:

"Erikson ha planteado las bases y la estructura de este mundo a una escala sin precedentes y nos ha dejado novelas por delante para toda una vida sobre el Imperio Malazano. Así que, ¿de qué más podríamos hablar? Sencillo, de su estilo. Puedo afirmar que la forma de escribir de Steven Erikson está repleta de chispa, atractivo, genialidades filosóficas y un sentido de la imaginación que impresionaría al más creativo de los autores. Tendrías dificultades para encontrar a un igual en cualquier género."

En su listado de 25 mejores libros de fantasía la página bestfantasybooks dice de la saga que "combina fantasía militar, de espada y brujería y fantasía épica en una mezcla encantadora... reúne lo mejor de Canción de Hielo y Fuego de George R. R. Martin, el crudo realismo de La Compañia Negra de Glenn Cook y la escala épica de los clásicos griegos como la Ilíada o la Odisea." Sin embargo, añade, aunque es una lectura absolutamente recomendable, "acabarás adorándola u odiándola" y que el último libro de la saga resultó decepcionante para la mayoría de los lectores.